# Toma de Oaxaca (1812)
La Toma de Oaxaca de 1812 fue una acción militar de la Guerra de Independencia de México, efectuada el 25 de noviembre de 1812, en la ciudad de Oaxaca, Oaxaca. Los insurgentes comandados por el general José María Morelos derrotaron a las fuerzas realistas del teniente general realista González Saravia

## Antecedentes
Mientras José María Morelos se encontraba en Tehuacán, Puebla, se enteró de que un grupo de tropas realistas intentaba atacarle, tomando así la decisión de reagrupar sus fuerzas y dejar la plaza. La organización del Ejército Insurgente del que contaba Morelos recaía en sus generales Hermenegildo Galeana, Víctor Bravo, Miguel Bravo y Nicolás Bravo, Pablo Galeana, Mariano Matamoros y de sus coroneles Vicente Guerrero y Guadalupe Victoria. Todas estas fuerzas lograron reunir una fuerza superior a los 5000 hombres con 40 cañones, mismos que se dirigieron con rumbo a la ciudad de Oaxaca el 10 de noviembre de 1812.
Antes de partir a Oaxaca, Morelos nombró al sustituto de Leonardo Bravo quien había caído prisionero por las tropas realistas. Dicha importante decisión recayó en Mariano Matamoros, al que nombró Mariscal, pasando a ser el segundo en jerarquía e importancia dentro de las tropas comandadas por Morelos. La importancia de ese cargo radica que en caso de fallecer o caer prisionero Morelos, Matamoros tomaría el mando total de las fuerzas insurgentes. Al llegar Morelos a Villa de Etla, Oaxaca, trazó el plan de ataque contra los realistas; envió una carta de rendición al Teniente General González Saravia, entonces defensor de la ciudad de Oaxaca; sin embargo, la notificación nunca fue contestada, posiblemente porque nunca fue recibida, por lo que Morelos decidió tomar la plaza.

## Toma
El ejército de Morelos tardó alrededor de 15 días de llegar de Tehuacán a Oaxaca, durante el trayecto no encontró mayor oposición, excepto en el cerro del Jazmín y en la Hacienda de Viguera, en donde la caballería del jefe realista José María Regules le enfrentó, pero el mismo empuje de las fuerzas insurgentes dispersaron dicho ataque.
El 25 de noviembre de 1812, las fuerzas insurgentes tomaron sus posiciones e iniciaron el ataque. El Coronel Manuel Montaño marchó sobre las faldas del cerro de la Soledad, para así cortar el paso del agua e impedir la retirada de los españoles por el camino de Tehuantepec. El General Galeana tomó el mando de la vanguardia; Miguel Bravo el de la columna del centro, Matamoros la retaguardia; Morelos, por su parte tomó una sección de caballería y el grueso de la infantería quedó como reserva para que fuera utilizada cuando fuera necesario. 
Desde el fortín de la Soledad, la artillería realista logró detener el avance insurgente en los primeros instantes. Morelos entonces creyendo se encontraba en una posición poco favorable ordenó a los coroneles Ramón Sesma y Manuel Mier y Terán tomar el fortín. Ambos intentaron mover un cañón cerca del fortín para comenzar su ataque, pero descubierta su maniobra se entabló un nutrido fuego de fusilería entre ambos bandos. En tal situación Morelos se vio obligado a acudir para reforzar el avance de Mier y Terán, hasta que por fin se logra el objetivo.
Tomada aquella posición, el fuego insurgente inició a atacar las principales posiciones realistas con un cañón de ocho libras. Al principio las fuerzas realistas contestaron el fuego, pero poco a poco dejaron de responder hasta que el defensor del fortín ordenó la retirada. El último reducto fue el Juego de Pelota hoy ocupado por el Jardín Conzatti, que estaba rodeado por un foso de agua el cual no se atrevían a cruzar los soldados insurgentes. Al teniente coronel Miguel Antonio Fernández Felix Guadalupe Victoria que le correspondió atacar esta parte de la ciudad lanzó su espada al otro lado del foso exclamando ¡va mi espada en prenda, voy por ella!, cruzando a nado el obstáculo dando así el ejemplo a sus compañeros que lo siguieron para tomar la posición.
Con esta acción daba por concluida la toma de la Ciudad de Oaxaca, misma que curiosamente el 25 de noviembre de 1521, los españoles habían conquistado a los pueblos mixtecos y zapotecos del valle, así como a la guarnición mexica de Huaxyacac. De esta forma casi 300 después un ejército formado por criollos, mestizos e indígenas, tomaban por asalto la misma ciudad con la finalidad de realizar un cambio social, político y económico que terminaría con la dominación española.
La pérdida de Oaxaca significó un duro golpe para el gobierno virreinal. Para los insurgentes la toma de esta plaza, acrecentó el prestigio militar de Morelos, y les dio una posición geográfica privilegiada por los caminos y villas que desde ese sitio se podían controlar.